# Cuscuta friesii
Cuscuta friesii är en vindeväxtart som beskrevs av Truman George Yuncker. Cuscuta friesii ingår i släktet snärjor, och familjen vindeväxter. Inga underarter finns listade i Catalogue of Life.